# Heinrich Nitschmann
Heinrich Nitschmann (* 29. August 1899 in Wien-Währing; † 14. Juli 1965 ebenda) war ein österreichischer Tischtennisfunktionär. Er prägte maßgeblich die Entwicklung des Tischtennissports in Österreich. Im Nachruf beschreibt ihn Alexander Kohler als (Zitat) „ein von unserem Sport Besessener, der unermüdlich Baustein auf Baustein legte, ein König der Organisation ... wurde damit zu einer schon zu seinen Lebzeiten legendären Schlüsselfiqur im österreichischen Tischtennis“.

## Werdegang
Heinrich Nitschmanns Eltern stammen aus Tschechien, geboren wurde er 1899 in Wien-Währing. Seit den 1920er Jahren wohnte er in Wien-Währing, Staudgasse 8, von hier nahm er seine Aufgaben wahr. Von Beruf war er Privatbeamter. Mitte der 1920er Jahre begann er sich dem Tischtennis zu widmen. Im Österreichischen Tischtennisverband übernahm er das Amt des Kassierers, das er bis in die 1960er Jahre innehatte. Als aktiver Tischtennisspieler ist er nicht bekannt. Im Januar 1932 heiratete er die Tischtennisnationalspielerin Anna „Anita“ Ebner, die ihn intensiv bei seinen organisatorischen Aufgaben unterstützte.
Bei der Weltmeisterschaft 1936 in Prag trug er als nicht-spielender Kapitän zum Titelgewinn der Herrenmannschaft teil. Als die WM 1937 in Baden bei Wien stattfand, gehörte er zu den wichtigsten Organisatoren. Nach dem Zweiten Weltkrieg kümmerte er sich intensiv um den Wiederaufbau des österreichischen Tischtennis. Zitat Alexander Kohler im Nachruf: „Nach dem Krieg, in der Zeit des härtesten Materialmangels, ging er mit Zähigkeit und einem manchmal belächelten Optimismus ans Werk, ...“. Im Mai 1947 wurden er und seine Ehefrau Anita zu Ehrenmitgliedern des Österreichischen Tischtennisverbandes ernannt.
1965 starb Heinrich Nitschmann. Er wurde auf dem Hernalser Friedhof beigesetzt.